# Katedra aplikované geoinformatiky a územního plánování
Katedra aplikované geoinformatiky a územního plánování (zkratkou KAGÚP) byla jednou z kateder Fakulty životního prostředí ČZU. Od roku 2021 se katedra rozdělila na dvě, a to na Katedru plánování krajiny a sídel a Katedru prostorových věd. Činnost katedry se zaměřovala na aplikaci geoinformačních technologií v oblasti environmentálních věd a prostorového plánování. Součástí katedry byla Laboratoř Geografických informačních systémů a Dálkového průzkumu Země a výzkumný tým Spatial Science in Ecology and Environment. Katedra se podílela na výuce studentů v oborech Geografické informační systémy a dálkový průzkum Země, Územní plánování, Environmentální modelování, Prostorové plánování a Landscape Planning a Aplikovaná a krajinná ekologie.

## Vybrané osobnosti katedry
- prof. Ing. arch. Karel Maier, CSc.
- doc. Mgr. Jan Kropáček, Ph.D.
- doc. PhDr. Ladislav Šmejda, Ph.D.
- doc. Ing. Petra Šímová, Ph.D.

## Laureáti katedry
- Ing. Jaroslav Nauč – Cena ministra životního prostředí (2015)
- Mgr. Ing. Miroslav Vrtiška – Cena Jiřiny Bergatt Jackson (2017)[4]
- Ing. Jan Maňas – Cena Jiřiny Bergatt Jackson (2019)[5]

### Vedoucí katedry
- doc. Ing. Petra Šímová, Ph.D. (? – 2020)